# Nacsinák Gergely András
Nacsinák Gergely András (Budapest, 1977. október 29.) görög ortodox pap, vallástörténész, író, dalszövegíró, tanár.

## Élete
Nem vallásos családba született. Egy évig a Pázmány Péter Katolikus Egyetem Bölcsészet- és Társadalomtudományi Karán tanult, majd az A Tan Kapuja Buddhista Főiskola vallásbölcselet szakirányán szerzett diplomát. Egy főiskolai feladat során kezdte kutatni a görög ortodox ikonokat és ennek során került kapcsolatba a keleti kereszténység spiritualitásával. 2001-ben megkeresztelkedett.
2004-2005-ben ösztöndíjjal a kilkíszi teológiai iskolán tanult. 2004-ben Mihaíl Sztáikosz bécsi metropolita diakónussá, majd 2005-ben pappá szentelte. 2006-tól a Thesszaloniki Arisztotelész Egyetem Teológiai Karán tanult.
A Konstantinápolyi Egyetemes Patriarchátus Magyarországi Orthodox Exarchátusának papja.

## Munkássága

### Író
Számos kötete jelent meg. Rendszeresen szerzője több folyóiratnak, így például a Ligetnek, Pannonhalmi Szemlének, és a Vigiliának.
Több alkalommal beutazta a Közel-Kelet keresztény helyszíneit a szíriai polgárháborút megelőzően, így tanúja lett a régió kulturális sokszínűségének, konfliktusainak és keresztény hagyományának, illetve az ott élő több ezer éves keresztény közösségek eltűnésének, amit a A Tigris tíz szeme című kötetében írt meg.

### Dalszövegíró, előadó
Dalszövegeket ír Vedres Csabának, Heinczinger Miklósnak, és a Misztrál együttesnek.

## Művei

### Önálló kötetek
- A szem böjtje – 2003, Kairosz
- Áthosz, a Szent Hegy – 2004, Kairosz (Soós Sándorral közösen)
- Útra hullt gyümölcs – Kulturális barangolások görög földön – 2007, Kairosz
- Fragmenta Christiana – 2009, L’Harmattan
- Oszlop a hegyen – Stylita Szt. Simeon életrajza (bevezető tanulmány), – 2009,  L’Harmattan (a forrásszöveg fordítása: dr. Bugár M. István)
- Jóga a középkori Európában? – A Jézus-ima története és a hészükhazmus keleti kapcsolatainak kérései – 2010, Kairosz
- Prokatekészisz – 2011, Editura Reintregiera, Gyulafehérvár
- A könyv és a sivatag – válogatott tanulmányok, 2013, Bizantinológiai Intézeti Alapítvány
- A másik útvesztő – válogatott esszék, Liget Kiadó, Bp., 2015.
- A Tigris tíz szeme, Kairosz, Bp., 2016.
- Széltornya – három emeletnyi esszé, Liget Kiadó, Bp., 2019.
- KopóNapok – válogatott esszék, Bp., 2022.
- A lélek határai, 2023, Vigilia Kiadó, Budapest, ISBN 978-963-9920-88-0
- A herceg, akinek labirintus van a szíve helyén, 2025, Napkút Kiadó, Budapest ISBN 978-615-6759-91-7

### E-könyvek
- Óda Árkádiához – Liget Műhely, 2018[7]
- Éjszakai vadászat – Liget Műhely, 2020[8]

### Fordításkötetek
- Vasziliosz Gondikakisz archim.: A Bemenet Himnusza – Az egység misztériumának liturgikus tapasztalata az Ortodox Egyházban, Bizantinológiai Intézeti Alapítvány, 2005.
- Adj áldást, atya! – Találkozások huszadik századi görög atyákkal – 2007., L’Harmattan
- Haralambosz Papadópulosz: A kereszténység öröme. Szemelvények Haralambosz Papadópulosz atya írásaiból. Konstantinápolyi Egyetemes Patriarchátus Magyarországi Orthodox Exarchátusának Szent Hierotheosz és Szent István Egyházközsége, 2019., Budapest
- Khrisztosz Jannarasz: Az ortodox keresztény hit  alapjai, Bizantinológiai Intézeti Alapítvány, 2021.[9]
- Szimonoszpetraszi Emiliánosz archimandrita: Jelenlét és kegyelem – egy áthoszi lelkiatya beszédei, Aposztoliki Diakonia, Athén, 2023.
- Nikólaosz Ludovikosz: Az isteni szeretet története, Aposztoliki Diakonia, Athén, 2023.

## Magánélete
Két gyermek édesapja.